# Élie Miniatis
Élie Miniátis (grec moderne : Ηλίας Μηνιάτης, Ilías Miniátis) (1669 à Lixoúri – 1714 à Patras) est un pasteur, écrivain et prédicateur grec. Au collège Flanginien, il apprend le grec ancien et le latin et s'intéresse aux mathématiques et à la philologie. Il a été ordonné très tôt. Il prêcha la parole de Dieu sur son île natale, Céphalonie, à Zante, à Corfou et à Constantinople.
Ses prédications sont considérées comme des exemples de rhétorique ecclésiastique moderne. Quant à sa langue, c'est du grec moderne simple et son style a quelque chose de dramatique et d'hymnographique. Ses prédications éloquentes sont rassemblées dans le livre « Διδαχαί » (Enseignements), publié pour la première fois à Venise en 1725. Un livre plus ancien, datant de 1718, est « Η Πέτρα του Σκανδάλου » (La pierre de scandale) sur le schisme photien (en). De nombreux historiens le considèrent comme un élève de Frangiscos Scoufos et d'autres comme un imitateur de Paolo Segneri. Avec ses discours, il a contribué au développement de la rhétorique ecclésiastique et à la configuration de la langue grecque moderne.
La prédication de Miniatis témoigne de la persistance parmi les Grecs de la croyance byzantine en l'immaculée conception. Au XIXe siècle, ce témoignage d'un orateur fort prisé et anti-catholique romain à ses heures fut jugé gênant et l'archimandrite Mazarakis publia en 1849 une édition expurgée des "Διδαχαί" (Enseignements). Le P. Salaville a dénoncé cette mutilation intentionnelle. A l'occasion de l'année mariale, il a reproduit, d'après une des éditions antérieures à 1849 (celle de 1804), 9 sermons de Miniatis sur les divers mystères de la Toute-Sainte. L'introduction reprend, en substance, l'article que le P. Salaville a consacré, dans le Dictionnaire de Théologie Catholique, à l'auteur de la "Πέτρα του Σκανδάλου" (La pierre de scandale), mais évite d'instituer une polémique avec ses amis grecs sur ce sujet brûlant. Avec l'irénisme qui le caractérise, il contente d'indiquer en note du texte réédité les suppressions tendancieuses opérées par Mazarakis.